# Películas de Hulk
La serie fílmica de Hulk es la lista de todos los largometrajes del personaje ficticio de Marvel Comics, Hulk. La franquicia inició en el año 2003 con Hulk que fue dirigida por Ang Lee. Marvel Studios recuperó los derechos del personaje y en 2008 se estrenó una nueva versión con Louis Leterrier como director con el título The Incredible Hulk, conocida erróneamente como Hulk 2.

## Película de Ang Lee

### Hulk(2003)
En 2003 salió en el cine la primera película de este personaje, bajo el título de Hulk dirigida por Ang Lee y protagonizada por Eric Bana (Bruce Banner), Jennifer Connelly (Betty Ross), Sam Elliott (Thundebolt Ross) y con Nick Nolte como el padre de Banner y catalizador de la historia. El propio Hulk fue realizado mediante técnicas informáticas....
El resultado fue polémico; mientras que los detractores del film se quejan de que es demasiado lento e introspectivo para una película de superhéroes, sus defensores alaban el trabajo de interpretación y la estética de cómic conseguida, a base de utilizar con profusión viñetas y los colores verde y morado característicos del personaje.

## Película de Louis Leterrier

### The Incredible Hulk(2008)
Marvel Studios recuperó los derechos del personaje y en 2008 se estrenó una nueva versión con el título The Incredible Hulk perteneciente al Universo cinematográfico de Marvel (UCM). Dirigida por Louis Leterrier y protagonizada por Edward Norton como Bruce Banner, Liv Tyler como Betty Ross, Tim Roth como Emil Blonsky, la Abominación, William Hurt como Thunderbolt Ross y Lou Ferrigno poniéndole voz a Hulk. El guionista Zak Penn trabajó en una secuela más cercana a los cómics y la serie de televisión. Norton reescribió el guion tras aceptar actuar como actor principal, eliminando cualquier vínculo con el anterior film recontando el origen del personaje mediante flashbacks.

#### Futuro
Una secuela de El increíble Hulk de 2008 se ha discutido, con Marvel Studios haber sugerido una posible liberación después de Avengers: Age of Ultron de 2015 debido a la recepción de la audiencia positiva hacia la representación de Ruffalo de Bruce Banner en Los Vengadores. Ruffalo se establece en repetir su papel en cualquier futura adaptación del personaje. En junio de 2014, Ruffalo dijo que creía que el estudio podría estar considerando hacer una nueva película de Hulk independiente, diciendo: "Creo que están, por primera vez, entusiasmados con la idea. Cuando hicimos The Avengers era básicamente ¡No!, y ahora hay una cierta consideración para ello. Pero todavía no hay nada definitivo, ni siquiera una versión del esqueleto de lo que podría ser." En diciembre de 2014, Joss Whedon dijo que, por el momento, una nueva película de Hulk en solitario no ha sido anunciada o confirmada, debido a que en Marvel desean tenerlo como un personaje que sólo aparece en películas de los Avengers, a pesar de la buena acogida de Ruffalo. En abril de 2015, Ruffalo dijo en Collider.com que Universal aún posee los derechos de distribución de las películas en solitario de Hulk y esto puede ser un obstáculo para la realización de una futura película.

## Reparto y personajes
| Personaje                    | Hulk (2003)                                                                                   | Universo cinematográfico de Marvel           | Universo cinematográfico de Marvel  | Universo cinematográfico de Marvel | Universo cinematográfico de Marvel      | Universo cinematográfico de Marvel | Universo cinematográfico de Marvel | Universo cinematográfico de Marvel |
| Personaje                    | Hulk (2003)                                                                                   | The Incredible Hulk (2008)                   | The Avengers: Los Vengadores (2012) | Iron Man 3 (2013)                  | Avengers: Era de Ultrón (2015)          | Thor: Ragnarok (2017)              | Avengers: Infinity War (2018)      | Avengers: Endgame (2019)           |
| ---------------------------- | --------------------------------------------------------------------------------------------- | -------------------------------------------- | ----------------------------------- | ---------------------------------- | --------------------------------------- | ---------------------------------- | ---------------------------------- | ---------------------------------- |
| Bruce Banner Hulk            | Eric Bana David Kronenberg (de 2 años) Michael Kronenberg (de 4 años) Mike Erwin (de 16 años) | Edward Norton                                | Mark Ruffalo                        | Mark Ruffalo (cameo)               | Mark Ruffalo                            | Mark Ruffalo                       | Mark Ruffalo                       | Mark Ruffalo                       |
| La voz de Hulk               | Ang Lee                                                                                       | Lou Ferrigno                                 | Lou Ferrigno                        |                                    | Lou Ferrigno                            | Lou Ferrigno                       |                                    |                                    |
| Betty Ross                   | Jennifer Connelly                                                                             | Liv Tyler                                    |                                     |                                    |                                         |                                    |                                    |                                    |
| Thunderbolt Ross             | Sam Elliott                                                                                   | William Hurt                                 |                                     |                                    |                                         |                                    | William Hurt                       | William Hurt                       |
| David Banner                 | Nick Nolte Paul Kersey (joven)                                                                |                                              |                                     |                                    |                                         |                                    |                                    |                                    |
| Glenn Talbot                 | Josh Lucas                                                                                    |                                              |                                     |                                    |                                         |                                    |                                    |                                    |
| Samuel Sterns/Líder          |                                                                                               | Tim Blake Nelson                             |                                     |                                    |                                         |                                    |                                    |                                    |
| Emil Blonsky Abominación     |                                                                                               | Tim Roth                                     |                                     |                                    |                                         |                                    |                                    |                                    |
| Dr. Leonard Samson           |                                                                                               | Ty Burrell                                   |                                     |                                    |                                         |                                    |                                    |                                    |
| Stan Lee (cameo)             | Guardia de seguridad del laboratorio con Lou Ferrigno                                         | Hombre envenenado con la botella de refresco | Entrevistado por las noticias       | Juez en un concurso de TV          | Invitado en la fiesta de los Vengadores |                                    |                                    |                                    |
| Steve Rogers Capitán América |                                                                                               | Referenciado                                 | Chris Evans                         | Mencionado                         | Chris Evans                             |                                    |                                    |                                    |
| Tony Stark Iron Man          |                                                                                               | Robert Downey Jr. (cameo)                    | Robert Downey Jr.                   | Robert Downey Jr.                  | Robert Downey Jr.                       |                                    | Robert Downey Jr.                  | Robert Downey Jr.                  |

## Recepción
| Película            | Rotten Tomatoes   | Rotten Tomatoes      | Rotten Tomatoes     | Metacritic      | IMDb                | CinemaScore |
| Película            | Crítica           | Críticos importantes | Audiencia           | Metacritic      | IMDb                | CinemaScore |
| ------------------- | ----------------- | -------------------- | ------------------- | --------------- | ------------------- | ----------- |
| Hulk                | 62% (237 reseñas) | 55% (60 reseñas)     | 29% (250 000 votos) | 54 (40 reseñas) | 5.6 (259 655 votos) | B-          |
| The Incredible Hulk | 67% (238 reseñas) | 53% (58 reseñas)     | 70% (250 000 votos) | 61 (38 reseñas) | 6.8 (318 006 votos) | A-          |
| Calificación total  | 65%               | 54%                  | 50%                 | 58              | 6.2                 | B+          |

## Recaudación
| Película            | Presupuesto  | Recaudación mundial |
| ------------------- | ------------ | ------------------- |
| Hulk                | $137.000.000 | $245.360.480        |
| The Incredible Hulk | $150.000.000 | $363.427.551        |